# Csillaghalma
A csillaghalma többszemélyes absztrakt stratégiai táblás játék. A lényege, hogy a bábuinkat a kezdősarokból ugrássorozatokkal eljuttassuk a szemközti kezdősarokba.
A játék az 1883-ban kitalált halma hatszemélyesre bővített változata. Elterjedt másik neve a kínai dáma (angolul Chinese checkers), annak ellenére, hogy ez a játék nem kínai és nem is dámajáték. A nevet egy 1928-as amerikai kiadása nyomán kezdték használni. Egy szintén tévesen alkalmazott név, a kínai sakk pedig egy teljesen más játékot takar.

## Szabályok
A szabályok lényegében megegyeznek a halma szabályaival. A játékban 2–6 játékos vehet részt, de az 5 játékosos felállás mindenképpen aszimmetrikus, mert az egyik játékossal szemben levő tábor üres, az oda való eljutás esélyei nem azonosak a többi játékoséval. 2, 4 vagy 6 játékos esetén ketten-ketten játszanak egymással szemben, 3 játékos esetén mindenkivel szemben üres sarok van.
A játékosok 10-10 bábujukat a saját, háromszög alakú táborukban állítják fel, amelynek a csúcsa mutat feléjük.
A játékos célja, hogy a bábuit eljuttassa a szemközti sarokban levő, azonos alakú területre, az ellenfél „táborába”.
A játékos bármelyik bábujával léphet. A kiválasztott bábu egy mezőt léphet a 6 lehetséges irány bármelyikébe, csak üres mezőre. Nem kötelező előrefelé haladni, oldalazó vagy visszafelé történő lépés is megengedett. Mozgásra a tábla teljes területe kihasználható, kivéve azokat a táborokat, amelyek nem a mi táborunkkal szemben vannak.
Ha az egyik irányban a szomszédos mezőn bábu áll, amögött pedig szabad mező, akkor a játékos a lépés helyett ugorhat, és a bábuját arra a szabad mezőre teheti. Átugrani csak egy bábut lehet, és az ugrás az előtte levő mezőről a mögötte levő mezőre végezhető el. A dámajátékokban ismert hosszú ugrás itt nem megengedett. Az ugrás a hatféle irány bármelyikébe végrehajtható, ha a feltételei teljesülnek.
A halmában ütés nincs, az átugrott bábu játékban marad. Átugrani saját és ellenséges bábut is szabad.
Ha a játékos ugrást választott, akkor ha az érkezési mezőről újabb ugrásra van lehetősége, azonnal elvégezheti azt is, de ez nem kötelező. Az ugrássorozat hosszát és haladási irányát nem köti semmi. Ugrássorozat közben egyszerű lépést tenni nem lehet.
Több játékos esetén az ugráshoz mindegyik ellenfél bábuit fel lehet használni.
Ha egy játékos egyetlen olyan bábuval sem tud lépni, amely még nincs a célterületen, ellenfele köteles utat nyitni neki. A célterületre érkezett bábu már nem léphet ki onnan, de azon belül mozoghat.

## Szabályváltozatok
Két vagy három játékos esetén a tábor megtoldható egy sorral, ekkor 15-15 bábu kerül a táblára.
Hat játékossal a tábla belseje nagyon zsúfolttá válik, ezért megengedhető, hogy a játékosok átmenetileg a nem számukra célként kijelölt táborba is belépjenek.